# Église Sainte-Brigitte de De Graff
L'église Sainte-Brigitte (Church of St. Bridget) est une église catholique néo-gothique située à De Graff, dans le Minnesota, au nord des États-Unis. Sa paroisse, fondée en 1876, a été la première établie au cours d'un grand mouvement de population organisé par l'archevêque de Saint-Paul et Minneapolis, Mgr John Ireland, afin d'installer des catholiques dans le Minnesota occidental. L'édifice actuel qui remplace une première petite église date de 1901 et a été inscrit à la liste du Registre national des lieux historiques en 1985 pour son importance locale d'un point de vue architectural, communautaire, historique et religieux. Elle a été distinguée comme exemple architectural et historique du début de la colonisation organisée par Mgr Ireland et comme exemple de l'influence de l'Église catholique dans le développement socio-économique de De Graff, ainsi qu'un exemple rare des conceptions de l'architecte Edward Donahue, originaire de Saint-Paul, dans le domaine de l'architecture ecclésiastique du Minnesota.

## Description
L'église Sainte-Brigitte mesure 115 pieds (35,052 m) de longueur et 50 pieds (15,24 m) de largeur, avec une tour-clocher trappue de trois étages et demi, surmontée d'une haute flèche. Les fondations sont en granite de St. Cloud et les murs en briques rouges avec de la pierre calcaire de Kasota (Minnesota). L'intérieur présente des poutres apparentes, un maître-autel de chêne finement orné dans le goût gothique et de grandes fresques murales dépeignant les stations du chemin de Croix.

## Histoire
À la fin du XIXe siècle, l'archevêque Mgr John Ireland organisait l'installation de nouvelles populations venues d'Europe dans le Minnesota occidental, y compris dans le comté de Swift et les comtés proches, où ce sont surtout les Irlandais qui arrivaient. De Graff est l'une de ces colonies qu'il a soutenues financièrement, ainsi que Graceville, Clontarf, Currie, Minneota, Ghent, Iona, Avoca, et Fulda. 
Cette église a été conçue en 1901 selon les plans d'Edward Donohue, architecte irlando-américain de Saint-Paul, qui en conçut beaucoup d'autres. L'édifice a été bâti par l'entrepreneur E.C. Richmond de Melrose.